# Большак (Брянская область)
Большак — посёлок в Жуковском районе Брянской области, в составе Летошницкого сельского поселения. Расположен в 8 км к юго-западу от города Жуковки, на левом берегу Угости. Население — 107 человек (2010).

## История
Возник в начале XX века как группа хуторов (также назывались Летошники, Летош) при старом Рославльском тракте, проходившем здесь.
| Годы      | 1979 | 1989 | 2002 | 2010 |
| --------- | ---- | ---- | ---- | ---- |
| Население | 180  | 119  | 101  | 107  |